# Zhuang
Zhuang (chin. 壮族/壯族, Zhuàngzú) sunt un grup etnic originar din Guangxi chinez. Ei alcătuiesc unul dintre cele 56 de grupuri etnice recunoscute oficial de către Republica Populară Chineză. Majoritatea locuiesc în partea de sud-vest a Chinei (Regiunea Autonomă Zhuang Guangxi, Yunnan, Guangdong, Guizhou) dar formează comunități și în restul țării.

## Origini
Grupul etnic Zhuang este unul dintre cele mai vechi grupuri etnice din lume. Ei este unul  grupurile indigene din Guangxi. Cei mai mulți istorici, antropologi, lingviști și arheologi sunt de acord că strămoșii Zhuanglor de azi au locuit zona din vest Guangxi încă din neolitic. Istoria frământată a Zhuang a fost marcată de lupta națională pentru existență și supraviețuire. Această națiune veche a reușit să supraviețuiască timp de 8.000 de ani, în ciuda tuturor invaziilor străine care i-au amenințat existența.

## Populație
Recensământul populației din anul 2010 a scos în evidență că trăiau în China 18.540.000 de persoane din etnia Zhuang, care constituia 1,4% din populația totală a Chinei și forma cel mai mare grup etnic minoritar din această țară.

## Cultură
Limbajul verbal al celor din etnia Zhuang este unul asemănător cu cel tailandez, deoarece rădăcinile lor se trag din descendenții celor ce au ocupat regiunile din nordul vietnamului, tailanda și sud-vestul chinei. Limba provine din familia tai-kadai, însă vocabularul diferă de la oraș la oraș, nereușind să aibă un sistem standardizat până în anii 50. 
Limbajul scris a fost standardizat în 1982 folosind caractere latine. Înainte de standardizare, nu exista un sistem uniform de scriere a limbii, ci un amalgam cu scrierea chineză numit Sawndip, însă de cele ai multe ori, limba a fost transmisă doar prin viu grai. Limbajul este unul tonal.
Cântecele folclorice constituie un element important în cultura Zhuang. Ele se descriu ca poezii despre natură și viața de zi cu zi exprimate într-un ritm tonal.
Costumele tradiționale sunt de culori simple, precum negru, roșu sau albastru. Femeile poartă o pălărie în formă de triunghi iar costumul este deseori îmbrodat cu motive florale.
Mâncarea tradițională este constiuită din legume murate precum bambusul sau morcov; orez multicolorat sau diferite supe cu tăieței din orez.